# Hrabstwo White Pine

Piramida wieku hrabstwa

Hrabstwo White Pine – amerykańskie hrabstwo w środkowo-wschodniej części stanu Nevada. W roku 2000 liczba ludności wynosiła 9181. Stolicą jest Ely.

## Historia
White Pine powstało w 1869 roku poprzez oderwanie się wschodnich terenów hrabstwa Lander. Nazwa wywodzi się od sosny zachodniej (ang. White Pine), popularnego drzewa w miejscowych górach. Pierwszą stolicą było Hamilton. W 1887 roku władze przeniosły się do Ely, gdyż poprzednią siedzibę strawił pożar.

## Geografia
Całkowita powierzchnia wynosi 23 042 km² (8897 mil²), z czego 22 989 km² (8 876 mil²) stanowi ląd, a 53 km² (21 mil², 0,23%) woda.
Znajdują się tutaj niektóre odcinki Narodowego Lasu Humboldt-Toiyabe. Zarządza nimi historyczny park stanowy Ward Charcoal Ovens.
W południowo-wschodniej części hrabstwa znajduje się Park Narodowy Wielkiej Kotliny.

### Miasta
- Ely
- Ruth

### CDP
- Baker
- Lund
- McGill
- Preston
- Ruth

### Sąsiednie hrabstwa
- Hrabstwo Elko – północ
- Hrabstwo Eureka – zachód
- Hrabstwo Nye – południowy zachód
- Hrabstwo Lincoln – południe
- Hrabstwo Millard w Utah – wschód
- Hrabstwo Juab w Utah – wschód
- Hrabstwo Tooele w Utah – północny wschód

## Gospodarka
Od końca XIX wieku do lat dziewięćdziesiątych XX wieku, największy w regionie przemysł wydobywczy złota, srebra i miedzi. Najwięcej zysków przynosiły kopalnie odkrywkowe w pobliżu miast Ruth i McGill kierowanych przez Kennecott Utah Copper Corporation.